# 史氏地蛤
史氏地蛤（学名：Gari schepmani），是帘蛤目紫云蛤科地蛤属的一种。主要分布于中国大陆，常栖息在潮下带至77米。